# Cerecinos del Carrizal (kommunhuvudort)
Cerecinos del Carrizal är en kommunhuvudort i Spanien.   Den ligger i provinsen Provincia de Zamora och regionen Kastilien och Leon, i den centrala delen av landet, 210 km nordväst om huvudstaden Madrid. Cerecinos del Carrizal ligger 686 meter över havet och antalet invånare är 157.
Terrängen runt Cerecinos del Carrizal är platt. Runt Cerecinos del Carrizal är det glesbefolkat, med 13 invånare per kvadratkilometer. Närmaste större samhälle är Pajares de la Lampreana, 4,9 km nordväst om Cerecinos del Carrizal. Trakten runt Cerecinos del Carrizal består till största delen av jordbruksmark.